# جوزف ای. براون

جوزف ای. براون

جوزف ای. براون (به انگلیسی: Joseph E. Brown) سناتور سابق عضو حزب دموکرات ایالات متحده آمریکا بود. وی در سال ۱۸۸۰ تا ۱۸۹۱ میلادی سناتور ایالت جورجیا در سنای ایالات متحده آمریکا بود.